# نادي أنجيس
نادي أنجيس (Anges FC) هو نادي كرة قدم  توغولي. يقع في مدينة نوتسي (Notsé) بمنطقة هاهو (Togo). تأسس النادي في عام 2003، وحقق صعودًا سريعًا إلى دوري الدرجة الأولى التوغولي، حيث توج ببطولة الدوري الوطني في موسم 2012–2013، وذلك في أول موسم له في النخبة 

## الإنجازات
- البطولة الوطنية التوغولية

- بطل الدوري التوغولي: في موسم 2012–2013، فاز أنجيس ببطولة الدوري التوغولي في أول موسم له في الدرجة الأولى، متفوقًا على فرق مثل AS Douanes وFoadan FC .
- المشاركة في دوري أبطال أفريقيا: بعد فوزه بالدوري، شارك النادي في دوري أبطال أفريقيا 2014، حيث واجه فريق إنيمبا النيجيري في الدور التمهيدي، وخسر بمجموع 4–3 .

### الوضع الحالي
في موسم 2023–2024، لعب أنجيس في دوري الدرجة الثانية التوغولي، حيث احتل المركز الخامس في مجموعته . يُعتبر النادي من الأندية الطموحة في توغو، ويأمل في العودة إلى دوري الدرجة الأولى في المواسم القادمة.

### ملعب النادي
يخوض أنجيس مبارياته على ملعبه المحلي، "استاد نوتسي البلدي" (Stade Municipal de Notsé)، الذي يتسع لحوالي 1,000 متفرج .

## روابط خارجية
- صفحة الفريق - soccerway.com